# 灰狐
灰狐（学名：Urocyon cinereoargenteus），是食肉目犬科灰狐屬的一种。

## 分布
为美洲的特产。分布范围从北美南部到中美和南美北部。

## 主要特征
体长80－110厘米，体重雄性3.5－5千克。灰狐的鼻子较短，四肢短，但足部趾垫较大。上半部分为灰色，下半部分为金黄色，腹部为白色。

## 生境与习性
栖息於森林地带。善于爬树。喜独居。以鼠类、兔类、鸟类、昆虫、鱼类及水果等為食。平均每胎3崽，3月后断奶，性成熟1年。